# Chaplin (filmtidskrift)
Chaplin var en svensk filmtidskrift (ISSN 0045-6349) som gavs ut under åren 1959-1997 av Svenska filminstitutet. Den utdelade även årligen Chaplin-priset till förtjänta filmregissörer, fotografer och skådespelare.

## Chefredaktörer
- Bengt Forslund 1959–1964
- Harry Schein (1965–1966)
- K.-H. Lindquist (1966–1968)
- Stig Björkman (1969–1972)
- Lars-Olof Löthwall (1972–1977)
- Lars Åhlander (1977–1990)
- Jannike Åhlund (1990–1995)
- Mikaela Kindblom (1995–1996)
- Rickard Gramfors (1996–1997)